# 日本電気工事士協会
一般社団法人日本電気工事士協会（にほんでんきこうじしきょうかい、英: Japan Electrician Association、略: JAEA）は、電気工事士で組織された職能団体。
電気工事士の地位向上、技術向上、社会貢献を目的とした公益活動をおこなっている。

## 沿革
- 1965年(昭和40年)6月 - 東京都電気工事士協会設立。
- 1983年(昭和58年)5月 - 会員を全国に拡大し日本電気工事士協会と改称。
- 2012年(平成24年)4月 - 一般社団法人に移行。
- 2014年(平成26年)12月 - 東京電業会館より主たる事務所移転。

## 事業
- 資格試験(国家試験)の受験準備講習会。
- 労働安全衛生法による特別教育。
- 工事技術認定講習、施工技術認定講習。
- 電力関連施設・大規模需要施設等の見学会、技術講演会。
- 電気工事士技能競技大会など諸団体の行事について協賛、共催、後援。
- 会員大会
- 技術奨励賞の授与、電気保安功労者表彰への推薦。
- 会誌「月刊・電気工事士」の発行。